# Merodon crassipes
Merodon crassipes är en tvåvingeart som först beskrevs av Franz Paula von Schrank 1781.  Merodon crassipes ingår i släktet narcissblomflugor, och familjen blomflugor.
Artens utbredningsområde är Österrike. Inga underarter finns listade i Catalogue of Life.